# Heller (Tschechoslowakei)
Der Heller der Tschechoslowakei und ihrer Nachfolgestaaten war eine Teileinheit der Krone. Die Bezeichnungen Heller und Krone gehen historisch auf die vor 1918 im Gebiet der späteren Tschechoslowakei geltende Goldwährung Österreich-Ungarns zurück. Die letzte Hellermünze, die sich im Umlauf befand, war die 50-Heller-Münze der Slowakischen Republik, die ihre Gültigkeit zum 1. Januar 2009 verloren hat.
Die Tschechoslowakische Krone, später auch die Tschechische und die Slowakische Krone (koruna), war in 100 Heller unterteilt. Die originalsprachlichen Bezeichnungen lauteten im Tschechischen haléř (oder halíř), Mehrzahl haléře oder haléřů; im Slowakischen halier, Mehrzahl haliere oder halierov. Die Abkürzung war h. bzw. in der Slowakei auch hal.

## Tschechoslowakei
Auf dem Gebiet der befreiten Tschechoslowakei (d. h. 1945) galten – parallel zu neuen Münzen – eine Zeitlang noch die Münzen des Protektorats beziehungsweise des Slowakischen Staates, am längsten die 10-Heller-Münze der Slowakei (bis Ende 1951).
Seit der Gründung der Tschechoslowakei (1918) gab es Hellermünzen im Werte von 1, 2, 3, 5, 10, 20, 25 und 50 Heller in verschiedenen grafischen Ausführungen und hergestellt aus einer Vielfalt an Metalllegierungen, die in folgenden Perioden herausgegeben wurden:
- ČSR (1918–1939): 2, 5, 10, 20, 25, 50 Heller
- ČSR (1945–1953): 20, 50 Heller
- ČSR (1953–1960): 1, 3, 5, 10, 25 Heller
- ČSSR (1960–1989): 1, 3, 5, 10, 20, 25, 50 Heller
- ČSFR (1990–1992): 1 Heller (Ausgabe für Sammler), 5 Heller (Ausgabe für Sammler), 10, 20, 50 Heller

Die kleinste Hellermünze nach dem Zweiten Weltkrieg war die 10-Heller-Münze, erst nach der Währungsreform von 1953 wurden die kleinen Werte von 1, 2, 3 und 5 Heller herausgegeben. Die Münzen waren zunächst nur als ein Provisorium gedacht, wurden aber erst in den 1960ern und vor allem in den 1970er Jahren durch neue Modelle ersetzt.
Die Münzen der Serien der 1950er und 60er Jahre (teilweise auch der 70er Jahre) wurden in der Sowjetunion entworfen (der Autor ist unbekannt) und teilweise in Leningrad geprägt; als eine Besonderheit gilt die Herausgabe einer 3-Heller-Münze, die sich an der 3-Kopeken-Münze der Sowjetunion orientierte (es gab auch eine 3-Kronen-Banknote sowie Münze, entsprechend der 3-Rubel-Banknote).
Der ebenfalls ungewöhnliche Nominalwert von 25 Heller verdankt seine lange Existenz der Tatsache, dass diese Münze in öffentlichen Telefonautomaten verwendet wurde.
Die nach 1945 herausgegebenen Münzen verloren ihre Gültigkeit mit der Währungsreform vom 1. Juni 1953. Die später geprägten Münzen verloren ihre Gültigkeit in mehreren Etappen:
- 1972: 25 Heller
- 1975: 3 Heller
- 1993 (durch Verordnungen der Tschechischen Republik): 1, 5, 10, 20 und 50 Heller

## Protektorat Böhmen und Mähren 1939–1945
Während der deutschen Besetzung wurden im Protektorat Böhmen und Mähren nur drei Hellermünzen geprägt, und zwar im Wert von 10, 20 und 50 Heller. Deren Motive und grafische Gestaltung hielten sich an entsprechende Münzen der Tschechoslowakei. Die Prägung erfolgte in den Jahren 1940–1944, die Münzen waren alle aus Zink.
Diese Münzen verloren ihre Gültigkeit erst nach der Gründung der Tschechoslowakei.

## Slowakischer Staat 1939–1945

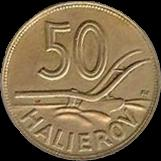
50 Heller, Slowakischer Staat, 1941

Nach der Gründung des Slowakischen Staates wurden folgende Münzen herausgegeben:
- 1939 und 1942: 10 Heller, Messinglegierung
- 1940 und 1942: 20 Heller, Messing
- 1940 und 1941: 50 Heller, Kupfer-Nickel
- 1942: 5 Heller, Zink
- 1942 und 1943: 20 Heller, Aluminium
- 1943 und 1944: 50 Heller, Aluminium

Diese Münzen verloren ihre Gültigkeit erst nach der Gründung der Tschechoslowakei.

## Tschechische Republik (ab 1993)

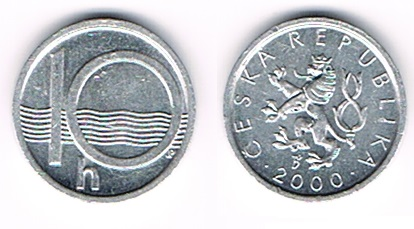
10 tschechische Heller (2000)

Nach der Teilung der Tschechoslowakei galten in der neuen Tschechischen Republik ab 1. Januar 1993 zunächst die damals noch gültigen Münzen der Tschechoslowakei (in Werten von 1, 5, 10, 20 und 50 Heller). Nachdem die neuen Münzen geprägt wurden, wurden sie noch 1993 aus dem Umlauf genommen.
Die neuen Münzen wurden ab 1993 herausgegeben, und zwar in Werten von 10, 20 sowie 50 Heller, alle aus Aluminium (mit einer geringen Beimischung von Mangan). Die Gültigkeit der Münzen zu 10 Heller und 20 Heller endete 2003, die der 50-Heller-Münze 2008.
Weil jedoch die Preise weiterhin mit Hellerwerten angegeben wurden, wurde gleichzeitig geregelt, wie die Gesamtsummen gerundet werden müssen. Die Ablösung wurde begründet mit dem Verlust der Funktionalität und mit einer unwirtschaftlichen Herstellung der kleinen Hellermünzen.

## Slowakische Republik (ab 1993)
Nach der Teilung der Tschechoslowakei galten in der Slowakei ab 1. Januar 1993 zunächst die damals noch gültigen Münzen der Tschechoslowakei (in Werten von 1, 5, 10, 20 und 50 Heller).
Die Prägung eigener Münzen begann bereits 1993 mit der Herausgabe von Münzen im Wert von 10, 20 und 50 Heller (aus Aluminium mit geringer Manganbeimischung). 1996 wurde eine 50-Heller-Münze auf Stahlbasis herausgegeben, die parallel zu der Münze von 1993 verwendet wurde.
Die Münzen mit den Nominalwerten 10 und 20 Heller wurden 2003 ungültig, die beiden 50-Heller-Münzen verloren ihre Gültigkeit mit dem Übergang zur Euro-Währung zum 1. Januar 2009.